# Danni Wyatt-Hodge
Danielle Nicole Wyatt-Hodge (* 22. April 1991 in Stoke-on-Trent, Vereinigtes Königreich als Danielle Nicole Wyatt) ist eine englische Cricketspielerin, die seit 2010 für die englische Nationalmannschaft spielt.

## Kindheit und Ausbildung
Wyatt spielte als 14-jährige erstmals für Staffordshire.

## Aktive Karriere

### Anfänge in der Nationalmannschaft
Ihr Debüt in der Nationalmannschaft im WODI- und WTwenty20-Cricket gab sie im März 2010 bei der Tour in Indien. Ihre erste Weltmeisterschaft bestritt sie beim ICC Women’s World Twenty20 2010, wobei ihr in der Vorrunde gegen Südafrika als Bowlerin 4 Wickets für 11 Runs gelangen und sie als Spielerin des Spiels ausgezeichnet wurde. Darauf folgte die Tour gegen Neuseeland, bei der sie im ersten WTwenty20 3 Wickets für 12 Runs erreichte. Daraufhin etablierte sie sich im Team. Ein Jahr später gelangen ihr bei einem heimischen Vier-Nationen-Turnier gegen Australien 3 Wickets für 10 Runs. Im Frühjahr 2012 bei der Tour in Neuseeland erzielte sie im dritten WODI (3/36) und zweiten WTwenyt20 (3/24) jeweils einmal drei Wickets. Beim ICC Women’s World Twenty20 2012 war ihre beste Leistung 33* Runs gegen Australien. Beim Women’s Cricket World Cup 2013 erzielte sie in der Super-Six-Runde gegen Südafrika 3 Wickets für 7 Runs. Bei der Tour gegen Pakistan im Juli 2013 erzielte sie im ersten WTwenty20 noch einmal 3 Wickets für 16 Runs.
In der Folge konzentrierte sie sich aufs Batting, tat sich jedoch zunächst schwer herauszustechen. So fand sie keine Aufnahme ins Team für die ICC Women’s World Twenty20 2014. Im Mai 2014 erhielt sie einen der zentralen Verträge des englischen Verbandes. So war sie dann auch beim ICC Women’s World Twenty20 2016, auch wenn sie dort nicht herausragen konnte. Beim Women’s Cricket World Cup 2017 konnte sie als beste Leistung gegen Pakistan 42* Runs erreichen.

### Starke Batterin im englischen Nationalteam
Zum Ende des Jahres 2017 wechselte sie auf die Eröffnungs-Position im englischen Twenty20-Team. Bei der Tour in Australien im November 2017 erzielte sie erst ein Half-Century über 50 Runs im ersten WTwenty20, bevor sie im dritten ein Century über 100 Runs aus 57 Bällen erreichte. Ein weiteres Century gelang ihr im März 2018 bei einem Drei-Nationen-Turnier in Indien, bei dem sie gegen Indien 124 Runs aus 64 Bällen erzielte. Im Sommer 2018 erreichte sie dann gegen Südafrika (56 Runs) und Neuseeland (50 Runs) jeweils ein Half-Century in den WTwenty20s. Beim ICC Women’s World Twenty20 2018 im November hatte sie ihre beste Leistung mit 43 Runs im Finale gegen Australien, was jedoch nicht zum Sieg reichte.
Bei der Tour in Indien im Frühjahr 2019 erreichte sie ein Fifty im dritten WODI (56 Runs) und zweiten WTwenty20 (64* Runs). Weitere folgten in den WTwenty20s in Sri Lanka (51 Runs) im März und gegen die West Indies (81 Runs) im Juni. Im Dezember 2019 bei der Tour gegen Pakistan erzielte sie ihr erstes WODI-Century, als ihr 110 Runs aus 95 Bällen gelangen und sie als Spielerin des Spiels ausgezeichnet wurde. In der WTwenty20-Serie erreichte sie auch ein weiteres Fifty (55 Runs). Beim ICC Women’s T20 World Cup 2020 gelang es ihr nicht herauszustechen.

### Bis heute
Bei der Tour gegen Indien im Sommer 2021 erzielte sie im dritten WTwenty20 ein Fifty über 89* Runs und wurde als Spielerin des Spiels ausgezeichnet. Nachdem sie gegen Neuseeland ein WODI-Fifty (63* Runs) im September 2021 erreicht hatte, konnte sie ein weiteres im WTwenty20 in Australien (70 Runs) im Januar 2022 hinzufügen. Beim Women’s Cricket World Cup 2022 erreichte sie in der Vorrunde gegen Pakistan ein Half-Century über 76* Runs und wurde als Spielerin des Spiels ausgezeichnet. Ausgezeichnet wurde sie auch für ihr Century im Halbfinale gegen Südafrika, als sie 129 Runs aus 125 Bällen erreichte. Im Finale gegen Australien schied sie jedoch früh aus und England verlor das Spiel. Im September konnte sie in der WODI-Serie gegen Indien ein Fifty über 65 Runs erzielen. Im Dezember reiste sie mit dem Team in die West Indies, wo ihr in WODI- (68 Runs) und WTwenty20-Serie (59* Runs) je ein Fifty gelang. Beim ICC Women’s T20 World Cup 2023 konnte sie gegen Pakistan ein Fifty über 59 Runs erzielen.
Im Juni traf sie auf das australische Team, wobei sie ihr WTest-Debüt absolvierte und ein Fifty über 54 Runs erreichte. Auch in den WTwenty20s erzielte sie mit 76 Runs ein Fifty für das sie als Spielerin des Spiels ausgezeichnet wurde. Im September wurde sie vom englischen Team geschont und zog sich auch von der Women’s Big Bash League 2023/24 zurück. In Indien gelang ihr im Dezember ein weiteres Mal ein Fifty über 75 Runs. In der Saison 2024 erzielte sie in den WTwenty20-Serie gegen Pakistan (87 Runs) und Neuseeland (76 Runs) je ein Fifty erzielen, wofür sie jeweils ausgezeichnet wurde.

## Persönliches
Im August 2024 heiratete sie ihre Lebenspartnerin und nahm den Nachnamen Wyatt-Hodge an.